# Agostino Daldini
Agostino Daldini, né le 20 mars 1817 à Vezia et mort le 9 mai 1895 à Orselina, est un frère capucin, botaniste cryptogamiste et mycologue suisse.
Il collabora à l'Erbario crittogamico italiano (1858-1885) et au Commentario della Società crittogamologica italiana (1861-1867). Ses collections mycologiques et ses archives sont conservées au Musée cantonal d'histoire naturelle de Lugano.
Le genre de champignon Daldinia commémore son nom.

## Source
- « Agostino Daldini » dans le Dictionnaire historique de la Suisse en ligne.